# 烏尼亞蒂奇
49°22′25″N 23°24′57″E / 49.37361°N 23.41583°E
烏尼亞蒂奇（羅馬化：Uniatychi）是烏克蘭西部利維夫州德羅霍貝奇區的村莊，始建於1467年，面積10.47平方公里，2001年人口1,138，人口密度每平方公里108.69人。